# Darja Viktorovna Smeljova
Darja Viktorovna Smeljova (oroszul: Дарья Викторовна Шмелёва, 1976. május 28.–) kétszeres Európa-bajnoki ezüstérmes orosz úszónő.

## Sportpályafutása
Pályafutása legjelentősebb eredménye az 1993-as úszó-Európa-bajnokságon a 200 méteres és 400 méteres vegyesúszásban elért ezüstérme volt. Az orosz csapat tagjaként részt vett az 1991-es és az 1995-ös kontinensviadalon is, de érmet nem szerzett. Szerepelt az 1996-os atlantai olimpián.

## Családja
Férje a négyszeres olimpiai bajnok Alekszandr Popov. Három gyermekük született, Vlagyimir, Anton és Mia.